# Kawle (województwo kujawsko-pomorskie)
Kawle – wieś w Polsce, położona w województwie kujawsko-pomorskim, w powiecie sępoleńskim, w gminie Sępólno Krajeńskie.
Do 1954 roku w granicach miasta Sępólno Krajeńskie.
W latach 1975–1998 miejscowość administracyjnie należała do województwa bydgoskiego. Według Narodowego Spisu Powszechnego (III 2011 r.) liczyła 278 mieszkańców. Jest jedenastą co do wielkości miejscowością gminy Sępólno Krajeńskie.